# Lago Lanalhue
Lago Lanalhue är en sjö i Chile.   Den ligger i regionen Región del Biobío, i den södra delen av landet, 500 km söder om huvudstaden Santiago de Chile. Lago Lanalhue ligger 8 meter över havet. Arean är 31 kvadratkilometer. Den sträcker sig 11,6 kilometer i nord-sydlig riktning, och 12,6 kilometer i öst-västlig riktning.
I omgivningarna runt Lago Lanalhue växer i huvudsak blandskog. Runt Lago Lanalhue är det glesbefolkat, med 9 invånare per kvadratkilometer.